# Liste des maires de Hœnheim

## Liste des maires
| Période                                  | Période                   | Identité                                      | Étiquette    | Qualité |
| ---------------------------------------- | ------------------------- | --------------------------------------------- | ------------ | --- |
| mars 2008                                | En cours (au 31 mai 2020) | Vincent Debes, Réélu pour le mandat 2020-2026 | UMP-LR       | Pharmacien Conseiller départemental de Hœnheim (2015 → )                                                         |
| juin 1995                                | mars 2008                 | André Schneider                               | RPR puis UMP | Principal de collège retraité Député du Bas-Rhin (3e circ.) (1997 → 2017) Vice-président de la CUS (2001 → 2008) |
| mars 1983                                | juin 1995                 | Henri Waldert (1929-2023)                     | UDF          | Représentant de commerce Premier adjoint au maire (1977 → 1983) Conseiller régional d'Alsace (1989 → 1992)       |
| mars 1971                                | mars 1983                 | André Debès (1919-2006)                       | Centriste    | Notaire, maire honoraire                                                                                         |
| 1959                                     | 1971                      | Joseph Bouchesèche                            |              | |
| 1945                                     | 1959                      | Émile Grussenmeyer                            |              | |
| 1945                                     | 1945                      | Joseph Wolff                                  |              | |
| 1940                                     | 1945                      | Annexion nazie                                |              | |
| 1928                                     | 1940                      | Joseph Wolff                                  |              | |
| 1910                                     | 1928                      | Joseph Neiner                                 |              | |
| 1900                                     | 1910                      | Aloyse Leppert                                |              | |
| 1896                                     | 1900                      | Michel Ludmanndert                            |              | |
| 1889                                     | 1896                      | Michel Kustner                                |              | |
| 1881                                     | 1889                      | Jean Schaub                                   |              | |
| 1877                                     | 1881                      | Jean-Georges Schladenhauffen                  |              | |
| 1872                                     | 1877                      | Jean Schaub                                   |              | |
| 1852                                     | 1872                      | Michel Waltz                                  |              | |
| 1848                                     | 1852                      | Xavier Koehl                                  |              | |
| 1837                                     | 1848                      | Erhard Heintz                                 |              | |
| 1835                                     | 1837                      | Michel Koehl                                  |              | |
| 1831                                     | 1835                      | Michel Kistner                                |              | |
| 1825                                     | 1831                      | Joseph Schmitt                                |              | |
| 1815                                     | 1825                      | Georges Diebold                               |              | |
| 1799                                     | 1815                      | Michel Ziemmer                                |              | |
| 1793 ?                                   | 1799                      | Jean Stahl                                    |              | |
| 1790                                     | 1793 ?                    | Jean Schladenhauffen                          |              | Maire (France) précédemment Écoutète                                                                             |
| Les données manquantes sont à compléter. |                           |                                               |              | |

## Pour approfondir